# Fediwersum

Proponowane logo Fediwersum

Fediwersum (ang. Fediverse, zbitka słów federacja i uniwersum, potocznie „fediwers” lub „fedi”) – wspólna nazwa wielu połączonych ze sobą serwisów społecznościowych korzystających ze wspólnych protokołów (m.in. OStatus, ActivityPub i Diaspora Network). Po raz pierwszy obecnej nazwy całej sieci („Fediwersum”) użył w 2012 roku Mark Eckenwiler.
Pierwszy koncept sfederowanej sieci społecznościowej powstał w 2008 roku wraz z uruchomieniem projektu o nazwie Laconica (obecnie GNU Social). W 2024 roku najczęściej wykorzystywaną implementacją (pod względem liczby aktywnych instancji) w całej sieci był Mastodon.
Ponieważ sieć tę tworzą głównie osoby indywidualne i organizacje non-profit, Fediwersum cechuje się brakiem reklam oraz poszanowaniem prywatności użytkowników.

## Działanie
Powszechną formą działania sieci społecznościowych jest przechowywanie wszystkich zasobów w jednym miejscu, co nosi znamiona centralizacji wokół konkretnego dostawcy usługi.
Dla odmiany, serwery Fediwersum działają niezależnie od siebie, lecz pozwalają na interakcję pomiędzy użytkownikami innych instancji. Oznacza to, że są one sfederowane. Własną instancję może uruchomić każdy, tak samo jak w przypadku e-maila. Przykładowo, użytkownik może wysłać wiadomość np. z Gmaila do ProtonMaila i odwrotnie, ponieważ oba te serwisy funkcjonują w ramach jednego protokołu. Tak samo działa Fediwersum – użytkownicy jednej instancji (np. serwisu /kbin) mogą komunikować się z użytkownikami innej instancji tego samego (lub innego) oprogramowania.
Model działania Fediwersum ma jednocześnie swoje zalety oraz wady. Zaletami są między innymi to, że przejęcie kontroli nad całą siecią np. przez większą firmę technologiczną jest (przynajmniej teoretycznie) niemożliwe, a do komunikacji z innymi w całej sieci serwisów potrzebne jest tylko jedno konto, w przeciwieństwie do wielu osobnych kont w scentralizowanych serwisach. Z kolei wadą jest to, że administratorzy mają kontrolę wyłącznie nad utrzymywanymi przez nich instancjami i to od ich dobrej woli zależy, jak skuteczna w praktyce będzie rozproszona moderacja. Inną znaczną przeszkodą uniemożliwiającą upowszechnienie się Fediwersum jest to, że mimo dostępnych poradników zwykli użytkownicy internetu nie wiedzą, jak do takiej sieci dołączyć, głównie ze względu na użycie zbyt technicznych wyrażeń. Zdarzały się również przypadki, że na nowicjuszach, którzy do tej sieci już dołączą, wymuszane jest ścisłe stosowanie się do ustalonych w przeszłości norm.
W porównaniu do komercyjnych, zamkniętych serwisów społecznościowych, Fediwersum nie posiada algorytmu opartego na śledzeniu aktywności użytkowników. Polubienia służą tutaj wyłącznie jako informacja zwrotna do autora wpisu (tzn. nie wpływają one na jego widoczność), a jedyną rzeczą umożliwiającą zdobycie nowych odbiorców są podbicia. Publiczne wpisy można śledzić również bez posiadania zarejestrowanego konta.

## Historia

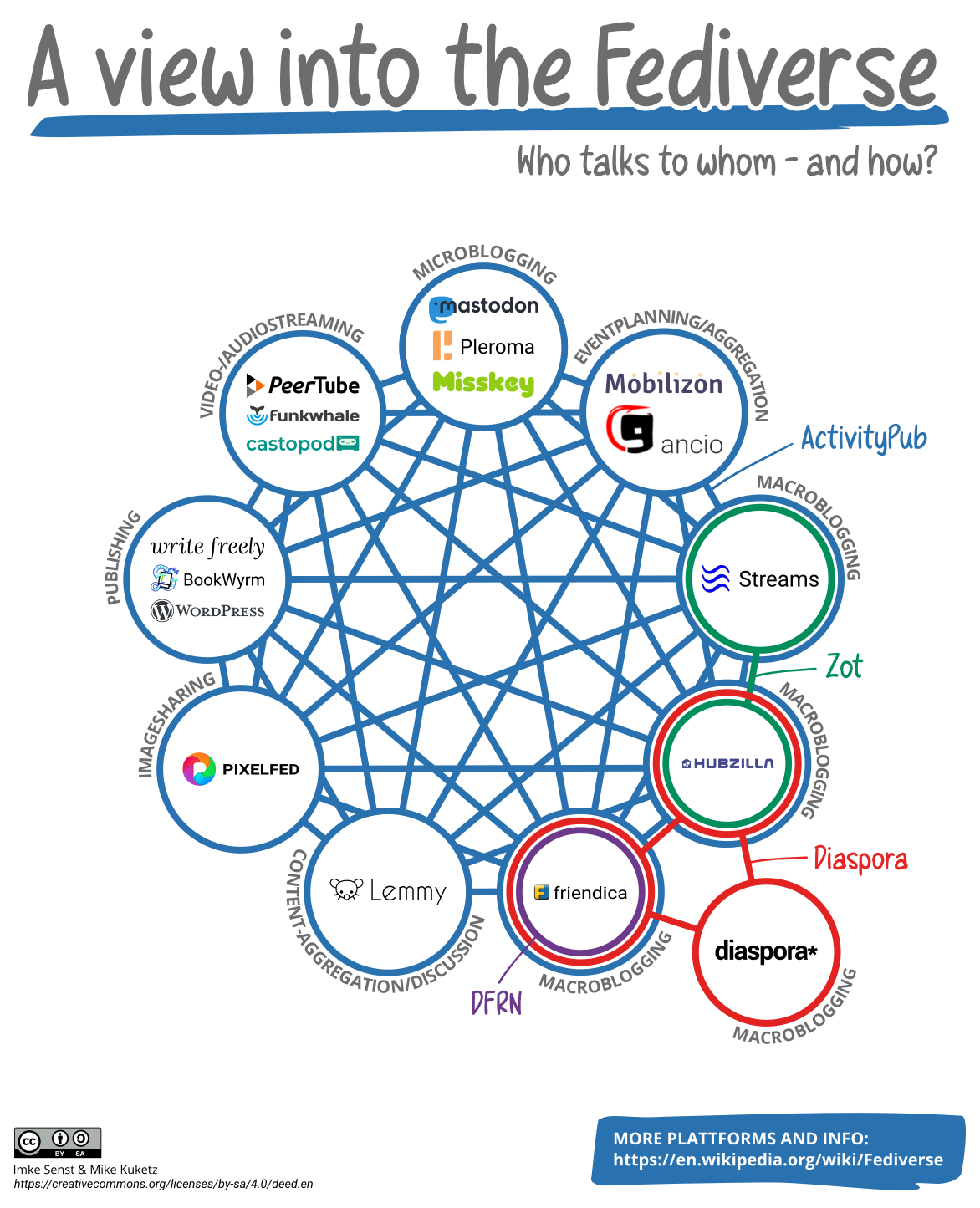
Schemat oprogramowań formujących Fediwersum z podziałem na protokoły, oznaczone odpowiednimi kolorami

### Początki
Pomysł Fediwersum istniał na długo przed rozpoczęciem prac nad obecnymi protokołami tworzącymi tę sieć. Za pierwszy wpis w całej sieci uznaje się opublikowany 18 maja 2008 roku wpis Evana Prodromou na Laconice, która była pierwszą szerzej znaną implementacją z 2008 roku. Wykorzystywała ona standard OpenMicroBlogging. Po zmianie nazwy na StatusNet w 2009 roku, platforma otrzymała 875 tysięcy dolarów kanadyjskich od inwestorów takich jak Montreal Start Up, iNovia Capital czy Olega Tscheltzoffa.
Z czasem zaczęły ujawniać się wady związane z budową protokołu OpenMicroBlogging, który został stworzony tak, żeby przekazywać wiadomości tekstowe w jednym kierunku, „od autorów do subskrybentów”. Rozwiązaniem problemów miał być nowy protokół – OStatus. Łączył on cechy standardów takich jak Salmon Protocol, Atom, PubSubHubbub i ActivityStreams. Pierwszą implementacją nowego protokołu był StatusNet w wersji 0.9.0 z 3 marca 2010 roku.
W lutym 2010 roku Mozilla udostępniła własną instancję StatusNetu. Została ona jednak zamknięta po 20 listopada 2013 roku.
W lipcu 2010 roku Mike Macgirvin ogłosił uruchomienie projektu Mistpark (obecnie Friendica). Miesiąc później posłużono się protokołem DFRN (Distributed Friends and Relations Network) do wymiany danych z innymi platformami tworząc podwaliny federacji. Platforma dawała możliwość komunikacji z użytkownikami protokołów e-mail, StatusNet, Diaspory, Facebooka i Twittera, z czego w lipcu 2012 roku te dwie ostatnie platformy uniemożliwiły dostawcom zewnętrznych usług wykorzystywanie zasobów opublikowanych na tych serwisach, po udostępnieniu zmian w ich regulaminach. Macgirvin opuścił projekt dokładnie dwa lata po rozpoczęciu prac nad Friendicą, która od tej pory rozwijana była przez skupioną wokół niej przez społeczność.
23 listopada 2010 roku, gdy OStatus zdobywał popularność, uruchomiono Diasporę, która korzystała z własnego protokołu do łączenia serwerów w jedną sieć. 27 sierpnia 2012 roku Diaspora przekształciła się w projekt zarządzany przez społeczność. W 2013 roku twórcy platformy identi.ca zarzucili użycie protokołu OStatus na ich platformie na rzecz Pump.io, a StatusNet połączono z Free Social, co dało początek pracom nad GNU Social. Implementacje StatusNetu zaczęto zastępować stopniowo oprogramowaniem korzystającym z GNU Social, które wyewoluowało z projektu GNU FM leżącego u podstaw społecznego serwisu muzycznego Libre.fm (z bazą 20 tysięcy użytkowników) jako zbiór rozszerzeń do StatusNet. Planowano również obsługę protokołu OStatus w Diasporze. W 2016 roku, w oparciu o kod GNU Social, powstał PostActiv.
W lipcu 2012 roku Mike Macgirvin opublikował protokół Zot, który posłużył mu do stworzenia projektu Redmatrix (znanego później jako Hubzilla). Najważniejszą nowinką w porównaniu do dotychczasowych projektów działających w ramach zdecentralizowanej sieci było udostępnienie użytkownikom mechanizmu pojedynczego logowania, który działał niezależnie od operatorów tej usługi.

### Standaryzacja

Schemat funkcjonowania protokołu ActivityPub

W 2014 roku powstała sekcja W3C, której zadaniem było wypracowanie standardu dla platform społecznościowych. Efektem ich prac był ActivityPub, który powstał na bazie protokołów tworzących Pump.io (prac nad nim zaprzestano w 2022 roku) i miał służyć jako potencjalny następca OStatus. W 2016 roku uruchomiono Socialhome wykorzystujący protokoły ActivityPub oraz Diaspora Network. Mastodon, który powstał również w 2016 roku, początkowo korzystał z protokołu OStatus, jednak w 2019 roku zmieniono obowiązujący protokół na ActivityPub. W 2024 roku Mastodon jest najczęściej wykorzystywaną implementacją serwisu społecznościowego w ramach całego Fediwersum.
W styczniu 2018 roku protokół ActivityPub uzyskał status zalecanego standardu W3C. W założeniu miał on poprawić interoperacyjność całego Fediwersum oraz wyprzeć protokoły takie jak OStatus czy Pump.io. W 2019 roku wiele serwisów wycofało się z obsługi protokołu OStatus. Wyjątkiem były Friendica, wykorzystująca obok OStatus protokół Diaspora Network, oraz sama Diaspora, która korzystała z protokołu własnościowego.
W marcu 2018 roku uruchomiono testową wersję PeerTube, serwisu do udostępniania filmów w oparciu o protokół ActivityPub. PeerTube został stworzony przez programistę o pseudonimie „Chocobozzz”. Pierwsze oficjalne wydanie, wersję 1.0, opublikowano w październiku 2018 roku.
Właściciele komercyjnych platform takich jak Instagram, Tumblr, Flickr czy Flipboard ogłosili uruchomienie swoich integracji. W przypadku Instagrama ruch ten spotkał się jednak ze znacznym sprzeciwem społeczności.
15 listopada 2022 roku twórcy przeglądarki Vivaldi ogłosili uruchomienie Vivaldi Social opartego na Mastodonie. W grudniu 2022 roku Mozilla ogłosiła ponowne wejście do Fediwersum, a w maju 2023 roku uruchomiono prywatną betę instancji mozilla.social, również opartej na Mastodonie, której zamknięcie zapowiedziano na grudzień 2024 roku ze względu na niskie zainteresowanie. Przez cały czas istnienia była uznawana jako eksperymentalna.
W 2023 roku zaprezentowano projekt Kazarma, będący mostkiem między protokołem ActivityPub oraz otwartym protokołem komunikatorów internetowych Matrix. Premiera wersji beta zaplanowana została na koniec 2024 roku.

## Serwisy w ramach Fediwersum
Większość z niżej wymienionych serwisów jest wolna i otwartoźródłowa oraz opiera się na ActivityPubie (choć np. Bluesky i Nostr są oparte na osobnych protokołach). Niektóre z nich to serwisy mikroblogowania wzorowane na Twitterze, a inne zbliżone są do Facebooka, Google+, Instagrama czy YouTube’a. Istnieją również serwisy służące do blogowania.
W ramach Fediwersum dostępne są aplikacje klienckie dające dostęp do platform opartych na protokole ActivityPub. Przykładami są Tusky, Fedilab, czy Pixeldroid.
| Oprogramowanie                  | Usługi                      | Obsługa protokołu | Obsługa protokołu | Obsługa protokołu |
| Oprogramowanie                  | Usługi                      | ActivityPub       | OStatus           | Diaspora Network  |
| ------------------------------- | --------------------------- | ----------------- | ----------------- | ----------------- |
| diaspora*                       | mikroblogowanie             | brak              | brak              | pełna             |
| Friendica (dawniej: Mistpark)   | makroblogowanie, grupy      | pełna             | pełna             | pełna             |
| GNU Social (dawniej: StatusNet) | makroblogowanie             | pełna             | pełna             | brak              |
| Ghost                           | blogowanie                  | wprowadzana       | brak              | brak              |
| Hubzilla (dawniej: Redmatrix)   | makroblogowanie             | pełna             | pełna             | pełna             |
| /kbin                           | agregacja linków, dyskusje  | pełna             | brak              | brak              |
| Lemmy                           | agregacja linków, dyskusje  | pełna             | brak              | brak              |
| Mastodon                        | mikroblogowanie             | pełna             | porzucona         | brak              |
| Misskey                         | mikroblogowanie             | pełna             | brak              | brak              |
| PeerTube                        | udostępnianie filmów        | pełna             | brak              | brak              |
| Pixelfed                        | udostępnianie zdjęć         | pełna             | brak              | brak              |
| Pleroma                         | mikroblogowanie             | pełna             | porzucona         | brak              |
| Snac                            | mikroblogowanie             | pełna             | brak              | brak              |
| Tumblr                          | blogowanie, mikroblogowanie | wprowadzana       | brak              | brak              |
| Threads                         | mikroblogowanie             | częściowa         | brak              | brak              |
| WordPress                       | blogowanie                  | pełna             | pełna             | pełna             |
| WAFRN                           | blogowanie, mikroblogowanie | pełna             | brak              | brak              |
| Write.as / WriteFreely          | blogowanie                  | pełna             | brak              | brak              |

## Rozpowszechnienie

### W Polsce
W 2013 roku Ministerstwo Administracji i Cyfryzacji, jako pierwsza na świecie instytucja publiczna, prowadziła konto na StatusNecie. Obecnie Urząd Ochrony Danych Osobowych jest jedynym polskim organem administracji publicznej utrzymującym aktywne konto na Mastodonie, z kolei administracja gminy Stary Sącz zaczęła wykorzystywać PeerTube'a, tłumacząc to potrzebą spełnienia regulacji prawnych (stan na 5 sierpnia 2024 roku). Znane polskie organizacje non-profit posiadające oficjalne konto w Fediwersum to Fundacja Panoptykon oraz Sieć Obywatelska Watchdog Polska. W Fediwersum udziela się także Paulina Matysiak, posłanka na Sejm RP 10. kadencji, oficjalne konto prowadzi również partia Razem.
Poza tym, istnieje kilka polskojęzycznych instancji Mastodona z otwartą rejestracją. Nie jest to jedyne oprogramowanie do tworzenia własnych serwisów używane w Polsce. Jeden z dostępnych serwisów działających w ramach Fediwersum, /kbin, który w czasach blackoutu Reddita w lipcu 2023 roku cieszył się znaczną popularnością również za granicą, został stworzony przez Ernesta Wiśniewskiego.

### Za granicą
Fediwersum przyjęło się w formie oficjalnej instancji Mastodona dla rządów Niemiec, Holandii, Szwajcarii i Francji. W Unii Europejskiej uruchomiono instancje Mastodona (EU Voice) i PeerTube’a (EU Video) najpierw w ramach dwuletniego pilotażu przeprowadzanego przez Europejskiego Inspektora Ochrony Danych od 28 kwietnia 2022 roku, po którego okresie zapowiedziano dalsze utrzymanie oficjalnych instancji.
BBC, brytyjski nadawca publiczny, 31 lipca 2023 roku zapowiedział uruchomienie eksperymentalnej instancji Mastodona dostępnej pod adresem social.bbc. W trakcie testu początkowo zaplanowanego na 6 miesięcy uruchomiono 6 kont, z czego dwa z nich służą jako kanały społecznościowe stacji radiowych BBC Radio 4 i Radio 5 Live w Fediwersum. Okres próbny został wydłużony w lutym 2024 roku o co najmniej kolejnych 6 miesięcy. Podano też do wiadomości, że konta BBC biorące udział w eksperymencie zebrały około 60 tysięcy obserwujących. Mimo szerokiego odzewu, najnowszy post z jakiegokolwiek konta BBC na Fediwersum pochodzi z 10 lipca 2024 roku (stan na 17 listopada 2024 roku).

### Sieci społecznościowe
Najwcześniejszym znanym przypadkiem było wprowadzenie w 2019 roku przez Gaba wsparcia dla protokołu ActivityPub, co spotkało się z kontrowersjami. Po przejęciu Twittera przez Elona Muska dnia 28 października 2022 roku, wiele komercyjnych platform takich jak Instagram (poprzez Threads), Tumblr czy Flipboard zadeklarowało wsparcie dla protokołu ActivityPub.

#### Gab
W 2019 roku Gab zdecydował się na wsparcie ActivityPuba poprzez stworzenie forka Mastodona, próbując ominąć blokadę aplikacji klienckich na Google Play i Apple App Store. Eugen Rochko, założyciel Mastodona, w oświadczeniu przekazał, że „Mastodon jest stanowczo przeciwny pozostawianiu i monetyzowaniu zawartości rasistowskiej, jednocześnie ukrywając się za płaszczem wolności słowa”, i że „wiele instancji w Fediwersum podjęło decyzję o zablokowaniu wszelkich interakcji z Gabem”. Gab bez większego rozgłosu wycofał wsparcie dla protokołu w 2020 roku.

#### Threads
Szerokim echem odbiła się zapowiedź dołączenia Instagrama do Fediwersum. Wywołała ona protest na szeroką skalę ze strony administratorów serwerów o nazwie Fedipact w obawie przed brakiem moderacji treści homo- oraz transfobicznych oraz zdominowaniem protokołu ActivityPub metodą embrace, extend, extinguish (przyjąć, rozszerzyć, przejąć).
W grudniu 2023 roku niektóre konta pochodzące od zarządzających platformą Threads zaczęły się komunikować z resztą Fediwersum w ramach testu protokołu ActivityPub – byli to między innymi Mark Zuckerberg oraz Adam Mosseri. W styczniu 2024 roku opublikowano plan stopniowego uruchamiania kolejnych powiązanych funkcji, a w marcu uruchomiono wersję testową federacji w Stanach Zjednoczonych, Kanadzie i Japonii. Jako pierwszy prezydent USA, 2 kwietnia 2024 roku Joe Biden aktywował federację na swoim profilu na Threads, stając się dostępnym w Fediwersum. 25 czerwca 2024 roku dodano możliwość podglądania odpowiedzi na posty z innych instancji i zapowiedziano rozszerzenie funkcji federacji na ponad 100 krajów.

#### Inne komercyjne platformy
Tumblr podjął decyzję o wsparciu ActivityPuba dnia 21 listopada 2022 roku. Przez pewien czas spekulowano o porzuceniu przez Tumblr planów wsparcia niniejszego protokołu, ale po sesji AMA, która miała miejsce tuż po wycieku informacji o reorganizacji zespołu pracującego nad serwisem, okazało się, że „prace dalej trwają”. Termin oficjalnego wdrożenia nie jest znany.
Flickr zapowiedział decyzję wsparcia Fediwersum, choć od tego czasu prawdopodobnie wycofał się z niej lub wstrzymał prace nad wsparciem odpowiedniego protokołu.
Portal Minds dodał wsparcie dla protokołu ActivityPub w sierpniu 2023 roku.

#### Nieoficjalne mostki
Mimo tego, że protokoły takie jak ActivityPub (znaczna część Fediwersum) czy AT Protocol (Bluesky) fundamentalnie się od siebie różnią, między tymi protokołami powstał dwukierunkowy nieoficjalny mostek Bridgy, łączący z Bluesky między innymi Mastodona. Migrację z Twittera na Bluesky zapowiedziała między innymi Gazeta Wyborcza, która jest pośrednio dostępna także w Fediwersum.

### Systemy zarządzania treścią (CMS)

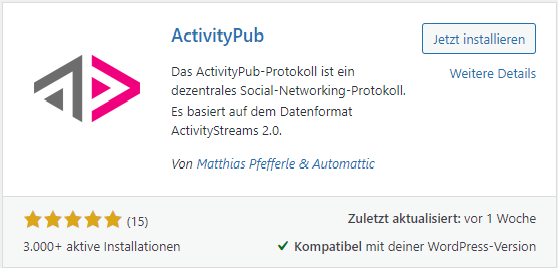
Integracja z protokołem ActivityPub na WordPressie

Jedną z pierwszych implementacji ActivityPuba skupionych wokół zarządzania treścią jest WriteFreely, powstała w 2018 roku. 23 lutego 2019 roku opublikowano podobną integrację dla Drupala.
W marcu 2023 roku wtyczka do oprogramowania WordPress służąca do przekazywania komentarzy między blogiem a resztą Fediwersum została wykupiona przez Automattic, a aktualizacja do niej udostępniona w październiku tego samego roku. W kwietniu 2024 roku Ghost zapowiedział wsparcie dla protokołu ActivityPub, tym samym realizując wieloletni postulat społeczności.
The Verge oraz 404 Media mają w planach dodać wsparcie dla protokołu ActivityPub, ze względu na coraz mniejszą ilość ruchu pochodzącego z platform Facebooka czy Twittera. Strona 404 Media, ze względu na to, że jest oparta na Ghoście, planuje uruchomienie federacji tak szybko, jak tylko pojawi się odpowiednia opcja.